# Чайкин, Семён Иванович
Семён Иванович Ча́йкин (1919—2005) — советский геолог. Лауреат Ленинской премии.

## Биография
Родился 13 февраля 1919 года в селе Терехово (ныне Таловский район, Воронежская область).
Окончил Тереховскую школу (1930-е годы) и Воронежский государственный университет по специальности геология (1942).
- 1942—1952 — младший геолог, геолог, главный геолог Атасуйской ГРЭ (Казахстан).
- 1952—1954 — старший геолог, начальник геологоразведочных партий на Северном Кавказе и в Кривом Роге.
- 1954—1968 — главный геолог Белгородской железорудной экспедиции.
- 1968—1991 — заведующий отделом рудничной геологии института Виогем.

Первооткрыватель 8 железорудных месторождений. В 1987 году открыл Висловское месторождение бокситов и железных руд. Автор монографий.
Умер 22? февраля 2005 года.

## Награды
- Сталинская премия второй степени (1951) — за выявление и разведку месторождения полезного ископаемого (Атасуйской групп);
- Ленинская премия (1959) — за открытие и разведку богатых железорудных месторождений Белгородского района КМА;
- Орден Ленина (1966).

## Память
- Именем названа улица в Белгороде.